# Ricardo Fábrega Lacoa
Ricardo Manuel Fábrega Lacoa (Santiago, 6 de febrero de 1965) es un médico cirujano y político chileno, miembro del Partido Demócrata Cristiano (PDC) hasta 2018. Se desempeñó como subsecretario de Redes Asistenciales de su país durante el primer gobierno de Michelle Bachelet.

## Familia y estudios
Nació en Santiago de Chile, el 6 de febrero de 1965; siendo el mayor de tres hermanos del matrimonio compuesto por Manuel Fábrega y Urit Sonia Lacoa. Sus primeros años los vivió en la comuna de Ñuñoa, trasladándose después a la ciudad venezolana de Los Teques, donde realizó sus estudios básicos y secundarios.
A continuación, retornó a Chile, ingresando a cursar la carrera de medicina en la Pontificia Universidad Católica (PUC), titulándose en 1991. Posteriormente, cursó un magíster en administración en salud y otro en gestión pública en la Universidad Complutense de Madrid (España), así como un diplomado en gerencia social en Washington D. C., Estados Unidos.
Está casado con la psicóloga Paula Zilleruelo, a quien conoció en su época universitaria, y con quien es padre de cuatro hijos; Ricardo, Catalina, Cristóbal y Javiera.

## Carrera pública y política
Durante su época universitaria, fue dirigente estudiantil, incorporándose al Partido Demócrata Cristiano (PDC) en 1983. En ese período forjó amistad con otros líderes como Claudio Orrego, Álex Figueroa y Alberto Undurraga. Fue miembro de la Federación de Estudiantes de su universidad, siendo elegido como vicepresidente en 1988.
Comenzó a ejercer su profesión en el consultorio Rosita Renard de Ñuñoa, y durante la década de 1990, ejerció en la atención primaria de hospitales públicos. Paralelamente, en las elecciones municipales de 1992, fue elegido como concejal de la comuna de Ñuñoa, por el periodo 1992-1996. En las elecciones municipales de 1996, obtuvo la reelección por un nuevo periodo (1996-2000).
Luego de varios años de actividades relacionadas con la salud, conoció a diversos personeros políticos como Michelle Bachelet. En ese ámbito, en 2001 fue designado por el presidente Ricardo Lagos como director de la División de Organizaciones Sociales, organismo dependiente del Ministerio Secretaría General de Gobierno. Dejó el puesto en 2003, fecha en que se integró al Ministerio de Salud (Minsal) como jefe de la «División de Gestión de la Red Asistencial». En esa función, efectuó las gestiones para la implementación del Plan AUGE y fue partícipe de la creación de la Subsecretaría de Redes Asistenciales, ambos en 2005.
El 11 de marzo de 2006, la presidenta Michelle Bachelet lo nombró para asumir ese cargo gubernamental. Ejerció como tal hasta el 6 de noviembre de 2008, dejando el ministerio para integrarse como miembro del cuerpo académico del Departamento de Salud Familiar de la Facultad de Medicina de la Universidad Católica.
Entre junio de 2010 y diciembre de 2011, fue consultor y prestó asesorías en materias de salud en la Organización Panamericana de la Salud (OPS). Paralelamente, entre diciembre de 2010 y abril de 2013, fungió como decano de la Facultad de Ciencias de la Salud de la Universidad Central de Chile.
El 1 de abril de 2014 bajo el segundo gobierno de Michelle Bachelet, asumió como director subrogante del Instituto de Salud Pública (ISP), en reemplazo de Stephan Jarpa Cuadra. Fue confirmado en esa designación el 12 de junio, ejerciendo hasta su renuncia el 31 de octubre del mismo año.
Desde enero de 2015 volvió a desempeñarse como consultor en la OPS. En agosto de 2022 fue elegido como decano de la Facultad de Salud de la Universidad Santo Tomás.